# Марчук Олег Анатолійович
Олег Анатолійович Марчук (нар. 9 червня 1979 р. с. Берестівка, Баранівський район, Житомирська область — загинув 28 червня 2023 р. поблизу  с. Грушеве, Нікопольського району, Дніпропетровської обл.) — штаб-сержант Збройних сил України, учасник російсько-української війни.

## Життєпис
Народився 9 червня 1979 року в селі Берестівка Баранівського району Житомирської області.
З 1987 року проживав  в с.Прислуч, Полонського району, Хмельницької області.
1986 року закінчив перший клас місцевої школи.
1987-1995 роки навчався в Прислуцькій середній школі.
1995-1996 роки - навчався в Понінківському ПТУ-2.
1996-1997 роки - працював в селі Прислуч в будівельній бригаді колгоспу "Перемога".
1997-1998 роки - проходив  військову підготовку у Черкаській пограничній службі.
1999-2005 роки продовжив службу за контрактом на посаді
старший механік-водій-електрик.
2022 рік - призваний до лав ЗСУ.
Помер від ушкоджень несумісних з життям при виконанні військового завдання поблизу села Грушеве Нікопольського району Дніпропетровської області.
Похований в селі Колосіївка Шепетівського району Хмельницької області.

## Нагороди
Нагороджений нагрудним знаком "100 виходів на границю"